# Пасус-Мая
Пасус-Мая (порт. Passos Maia)  —  муниципалитет в Бразилии, входит в штат Санта-Катарина. Составная часть мезорегиона Запад штата Санта-Катарина. Входит в экономико-статистический  микрорегион Шаншере. Население составляет 5900 человек на 2006 год. Занимает площадь 614,432 км². Плотность населения — 9,6 чел./км².

## Статистика
- Валовой внутренний продукт на 2003 составляет 39.020.851,00 реалов (данные: Бразильский институт географии и статистики).
- Валовой внутренний продукт на душу населения на 2003 составляет 7.255,64 реалов (данные: Бразильский институт географии и статистики).
- Индекс развития человеческого потенциала на 2000 составляет 0,732 (данные: Программа развития ООН).

## География
Климат местности: умеренный.